# Lagebeziehung
Lagebeziehung ist ein Begriff aus der Schulmathematik, der die Beziehung zwischen Paaren der geometrischen Objekte Punkt, Gerade und Ebene anspricht. Eine typische Aufgabe aus diesem Bereich ist: Welche Beziehung besteht zwischen einer konkret vorgegebenen Gerade und einer Ebene (im 3-dimensionalen Raum) ? Mögliche Antworten sind: Die Gerade schneidet die Ebene in einem Punkt oder die Gerade meidet die Ebene oder die Gerade ist in der Ebene enthalten. Der Weg zur Antwort hängt allerdings sehr von der Beschreibung der beteiligten Geraden bzw. Ebenen ab (s. unten). Bei der Lösung der einzelnen Lageprobleme müssen immer wieder lineare Gleichungssysteme gelöst werden. Die linearen Gleichungssysteme entstehen meistens durch Gleichsetzen von Linearkombinationen von Vektoren („1.Komponente links = 1. Komponente rechts, ...“).

## Lagebeziehungen in der (reellen) Ebene
In der Ebene wird

Lagebeziehung Gerade-Gerade: schneiden, parallel, identisch, windschief

- ein Punkt durch seine Koordinaten beschrieben: {\displaystyle (x_{0},y_{0})},
- eine Gerade durch eine Koordinatengleichung {\displaystyle y=mx+b} oder durch eine Parameterdarstellung {\displaystyle {\vec {x}}={\vec {p}}+t{\vec {r}}} beschrieben (s. Geradengleichung).

### Punkt und Gerade
- Ein Punkt {\displaystyle (x_{0},y_{0})} liegt auf der Gerade  {\displaystyle y=mx+b}, falls

{\displaystyle y_{0}=mx_{0}+b}
gilt. Im andern Fall liegt der Punkt nicht auf der Gerade.
- Ein Punkt {\displaystyle (x_{0},y_{0})} liegt auf der Gerade {\displaystyle {\binom {x}{y}}={\binom {p_{1}}{p_{2}}}+t{\binom {r_{1}}{r_{2}}}}, falls das überbestimmte lineare Gleichungssystem

{\displaystyle x_{0}=p_{1}+tr_{1}},
{\displaystyle y_{0}=p_{2}+tr_{2}}
für {\displaystyle t} eine Lösung besitzt. Im andern Fall liegt der Punkt nicht auf der Gerade.

### Gerade und Gerade
- Zwei Geraden {\displaystyle y=m_{1}x+d_{1},\ y=m_{2}x+d_{2}} haben einen Schnittpunkt (Lösung des linearen Gleichungssystems), falls {\displaystyle m_{1}\neq m_{2}} ist.

Falls {\displaystyle m_{1}=m_{2},\ d_{1}=d_{2}} gilt, sind die Geraden identisch und
falls {\displaystyle m_{1}=m_{2},\ d_{1}\neq d_{2}} gilt, sind die Geraden verschieden und parallel.
- Zwei Geraden {\displaystyle y=mx+d,\ {\binom {x}{y}}={\binom {p_{1}}{p_{2}}}+t{\binom {r_{1}}{r_{2}}}} haben einen Schnittpunkt, falls die Gleichung

{\displaystyle p_{2}+tr_{2}=m(p_{1}+tr_{1})+d}
für {\displaystyle t} genau eine Lösung {\displaystyle t_{0}} besitzt. Der Schnittpunkt hat die Koordinaten {\displaystyle (p_{1}+t_{0}r_{1},p_{2}+t_{0}r_{2})}.
Falls die Gleichung keine Lösung besitzt, sind die Geraden verschieden und parallel.
Falls die Gleichung für alle {\displaystyle t\in \mathbb {R} } erfüllt ist, sind die Geraden identisch.
- Zwei Geraden {\displaystyle {\binom {x}{y}}={\binom {p_{1}}{p_{2}}}+t{\binom {a_{1}}{a_{2}}},\ {\binom {x}{y}}={\binom {q_{1}}{q_{2}}}+t{\binom {b_{1}}{b_{2}}}} haben einen Schnittpunkt, falls das lineare Gleichungssystem

{\displaystyle p_{1}+ta_{1}=q_{1}+sb_{1}}
{\displaystyle p_{2}+ta_{2}=q_{2}+sb_{2}}
für {\displaystyle s,t} genau eine Lösung {\displaystyle s_{0},t_{0}} besitzt. Der Schnittpunkt ist {\displaystyle (p_{1}+t_{0}a_{1},p_{2}+t_{0}a_{2})}.
Falls das Gleichungssystem keine Lösung besitzt, sind die Geraden verschieden und parallel.
Falls das Gleichungssystem unendlich viele Lösungen besitzt, sind die beiden Geraden identisch.

## Lagebeziehungen im Raum
Im 3-dimensionalen Raum wird
- ein Punkt durch seine Koordinaten {\displaystyle (x_{0},y_{0},z_{0})},
- eine Gerade durch eine Parameterdarstellung {\displaystyle {\vec {x}}={\vec {p}}+t{\vec {r}}} und
- eine Ebene durch eine Koordinatengleichung {\displaystyle ax+by+cz=d} oder durch eine Parameterdarstellung  {\displaystyle {\vec {x}}={\vec {p}}+u{\vec {e}}+v{\vec {f}}}

beschrieben (s. Ebenengleichung).
Für die folgenden Untersuchungen der Lagebeziehungen mit Ebenen, lohnt es sich zu einer parametrisiert gegebenen Ebene {\displaystyle {\vec {x}}={\vec {p}}+u{\vec {e}}+v{\vec {f}}} mit Hilfe des Vektorprodukts zunächst eine Koordinatengleichung aufzustellen: {\displaystyle ({\vec {e}}\times {\vec {f}})\cdot ({\vec {x}}-{\vec {p}})=0}.

### Punkt und Gerade/Ebene
Ob ein Punkt {\displaystyle (x_{0},y_{0},z_{0})} auf einer Gerade oder einer durch eine Koordinatengleichung gegebenen Ebene liegt, prüft man wie die ebenen Fälle Punkt - Gerade nach. Falls die Ebene durch eine Parameterdarstellung gegeben ist, wird zuerst eine Koordinatengleichung dazu aufgestellt (s. o.).

### Zwei Geraden
- Zwei Geraden {\displaystyle {\vec {x}}={\vec {p}}+s{\vec {a}},\ {\vec {x}}={\vec {q}}+t{\vec {b}}} haben einen Schnittpunkt, wenn das überbestimmte lineare Gleichungssystem

{\displaystyle {\vec {p}}+s{\vec {a}}={\vec {q}}+t{\vec {b}}}
für {\displaystyle s,t} genau eine Lösung {\displaystyle s_{0},t_{0}} besitzt. Der Schnittpunkt ist dann  {\displaystyle {\vec {p}}+s_{0}{\vec {a}}}.
Falls keine Lösung existiert, sind die beiden Geraden verschieden und parallel ({\displaystyle {\vec {a}},{\vec {b}}} sind linear abhängig) oder windschief.
Falls unendlich viele Lösungen existieren, sind die Geraden identisch.
Die Parallelität der Geraden lässt sich daran erkennen, dass die beiden Richtungsvektoren {\displaystyle {\vec {a}},{\vec {b}}} Vielfache voneinander sind.
Windschief erkennt man daran, dass die  Determinante {\displaystyle \det({\vec {p}}-{\vec {q}},{\vec {a}},{\vec {b}})\neq 0} ist.

Lagebeziehung Gerade-Ebene: schneiden, parallel, enthalten

Lagebeziehung Ebene-Ebene: schneiden, parallel, identisch

### Gerade und Ebene
Falls die Ebene parametrisiert gegeben ist, bestimmt man zunächst eine Koordinatengleichung.
- Eine Gerade {\displaystyle {\vec {x}}={\vec {p}}+t{\vec {r}}} hat mit der Ebene {\displaystyle ax+by+cz=d} einen Schnittpunkt, falls die Gleichung

{\displaystyle a(p_{1}+tr_{1})+b(p_{2}+tr_{2})+c(p_{3}+tr_{3})=d}
für {\displaystyle t} genau eine Lösung {\displaystyle t_{0}} besitzt. Der Schnittpunkt ist dann {\displaystyle {\vec {p}}+t_{0}{\vec {r}}}.
Falls die Gleichung keine bzw. unendlich viele Lösung(en) besitzt, ist die Gerade zur Ebene parallel. (Diesen Fall kann man daran erkennen, dass der Richtungsvektor der Gerade zum Normalenvektor {\displaystyle (a,b,c)^{T}} der Ebene senkrecht steht, d. h. ihr Skalarprodukt ist 0.)

### Zwei Ebenen
- Zwei Ebenen {\displaystyle a_{1}x+b_{1}y+c_{1}z=d_{1},\ a_{2}x+b_{2}y+c_{2}z=d_{2}} besitzen genau eine gemeinsame Gerade (Schnittgerade), falls die beiden Normalenvektoren {\displaystyle (a_{1},b_{1},c_{1}),\ (a_{2},b_{2},c_{2})} keine Vielfache voneinander (d. h. linear unabhängig) sind. Die Schnittgerade ergibt sich als Lösung des linearen Gleichungssystems.

Falls die Normalenvektoren linear abhängig sind, sind die Ebenen parallel und zwar identisch, falls die beiden Gleichungen Vielfache voneinander sind.
- Zwei Ebenen {\displaystyle ax+by+cz=d_{,}\ {\vec {x}}={\vec {p}}+u{\vec {e}}+v{\vec {f}}} besitzen genau eine gemeinsame Gerade (Schnittgerade), falls die lineare Gleichung

{\displaystyle a(p_{1}+ue_{1}+vf_{1})+b(p_{2}+ue_{2}+vf_{2})+c(p_{3}+ue_{3}+vf_{3})=d}
in {\displaystyle u,v} nach {\displaystyle u} oder {\displaystyle v} auflösbar ist. Ist die Gleichung nach {\displaystyle u} auflösbar und {\displaystyle u=u(v)}, so ist {\displaystyle v} frei wählbar und {\displaystyle {\vec {x}}={\vec {p}}+u(v){\vec {e}}+v{\vec {f}}} eine Parameterdarstellung der Schnittgerade.
Ist die Gleichung weder nach {\displaystyle u} noch nach {\displaystyle v} auflösbar, sind beide Parameter nicht in der Gleichung enthalten. In diesem Fall sind die Ebenen parallel und zwar verschieden, wenn die Gleichung einen Widerspruch enthält. (Diesen Fall kann man daran erkennen, dass der Normalenvektor {\displaystyle (a,b,c)^{T}} der ersten Ebene zu beiden Richtungsvektoren {\displaystyle {\vec {e}},{\vec {f}}} der zweiten Ebene senkrecht steht, d. h. die entsprechenden Skalarprodukte sind 0.)
- Falls beide Ebenen parametrisiert gegeben sind, berechnet man zu einer der beiden Ebenen eine Koordinatengleichung und wendet das vorstehende Verfahren an.

## Verallgemeinerungen
1. Da bei den Lageuntersuchungen nur multipliziert und addiert wird, lassen sich die obigen Überlegungen auch auf Ebenen/Räume über beliebigen Zahlkörpern (rationale Zahlen, komplexe Zahlen,...) übertragen.
2. In manchen Büchern werden zu den Objekten (Punkt, Gerade, Ebene) noch Kreis und Kugel hinzugenommen. In diesem Fall muss man dann allerdings auch quadratische Gleichungen lösen.
3. Man kann auch Lagebeziehungen in höher dimensionalen Räumen für Punkte, Geraden, Ebenen,...,Unterräume untersuchen.